# Protanypus forcipatus
Protanypus forcipatus är en tvåvingeart som först beskrevs av Egger 1863.  Protanypus forcipatus ingår i släktet Protanypus och familjen fjädermyggor. Arten är reproducerande i Sverige. Inga underarter finns listade i Catalogue of Life.